# 小島健 (アイドル)
小島 健（こじま けん、1999年6月25日 - ）は、日本のアイドル、タレント、俳優、歌手、ファッションモデル。男性アイドルグループ・Aぇ! groupのリーダー。愛称は、こじけん。
大阪府堺市出身。STARTO ENTERTAINMENT所属。

## 来歴
子どもの頃はジャニーズに関心が無く、ジャニーズがアイドルということもよく分かっていなかった。関ジャニ∞ファンの母に言われて泣く泣く履歴書を書き、2012年7月14日、ジャニーズ事務所に入所。後日、Sexy Zoneの『SUMMARY』出演の連絡が来た時は、「出られることより受かったら父と約束していたスマートフォンを買ってもらえる喜びしかなかった」という。
同期の大西流星らはすぐに松竹座公演に出演し、関西Jr.と呼ばれるようになるが、小島は研修生として先輩グループのコンサートでバックにつく機会をもらっていた。その間も松竹座出演へのテストがあり、小柴陸や岡佑吏は研修生からJr.に上がったが、小島は1年間研修生のままだった。
2013年8月の舞台『ANOTHER』で初の松竹座公演に出演。しかし、運動神経が悪く、踊りが下手で稽古についていけず振付師に怒られてばかりで劣等感が募り、「もう逃げたい！」と毎日思っていたが、心配した親に「辞めてもいいよ」と言われた時、「逃げずにやったろ」という気持ちが芽生えた。
2019年2月18日、Aぇ! groupのメンバーに選ばれる。
2022年3月22日、大学を卒業したことをラジオ『関西ジャニーズJr.のバリバリサウンド』（FM大阪）で報告している。
2024年5月15日、Aぇ! groupとしてCDデビュー。
2025年2月1日、公式Instagramを開設。

## 人物
- 幼少期、近所の人や同級生から「かっこいい」、「イケメン王子」と言われ、そのことに当時は悩んでいた。履歴書の写真を撮られるのも嫌で泣きながら反抗し、入所直後は上手く笑えず、笑う練習をしたり、コンサートで笑う時は中学校の面白いことを思い出し笑うようにしていた。高校生の頃には「イケメン王子」に冗談で返せるようになったが、ユニットに入るまでアイドルと「学生でいたい」という思いの葛藤があったが、その後コンサートのモニター画面に映ることが増え、見せ方を研究するようになった[10]。
- 活動をする中で、目立つためにギャグを始めた[14]。持ちネタである「ビバ！」は2016年の春公演のコントの練習中、何も浮かばず「ん〜、ビバ！」ととっさに発し、指でVサインを作ったら「それ面白いやん」と言われたことから。本番ではビバと小島を合わせ「ビバ、コビバです」と自己紹介を続けていた[9]。
- 小学生の頃、妹と共に[14]ピアノを習っていたこともあり、先輩たちとバンドを組んでキーボードを担当することになった[9]が、学校で自慢できたらという思いで習っていたことから、楽譜が少し読める程度であった。バンドに参加してからずっと独学で練習していたが、2019年からは先生に基礎から習うようになった[14]。
- 高橋恭平ら後輩たちが入所した頃、また研修生に戻されないかと焦っていたら「少年たち」でメインの囚人役に決まり驚いたが、初の芝居と踊りの難易度が上がったことで「喜びより重圧の方が大きかった」と本人は後に話している[9]。
- スポーツ歴は、剣道を小学1年から中学2年まで、水泳を小学4年から6年まで、軟式テニスを中学1年から3年までである[15]。
- 7歳上の姉と2歳下の妹がいる[5]。
- 「小島の名言」と呼ばれる独自のオリジナル名言を書き溜めている[16]。2019年3月、佐野晶哉に「将来、松尾芭蕉のように言葉を残したい」とスマホにメモさせ始めたことから始まったもので、最初の言葉は「昨日を覚えていない人は今までの記憶がないんかな？」である。同年4月の「僕らAぇ!groupって言いますねん」をプロデュースした横山裕から「メンバー、一人ひとりの変な所を見つけて」と宿題が出され、当時は秘密にするよう口止めされていたものの、佐野が横山に提案し採用となった。舞台でバラされたことについて最初は腹を立てていたが、その後は365個の名言を作り、日めくりカレンダーを製作することを目標としている[17]。
- 教育学部出身。教育実習に行けず、教員免許を取ることはできなかったが、学歴を知ったスタッフから声をかけてもらい、『こんばんは、朝山家です。』では「先生」と呼ばれる療育センターの職員を演じた[18]。

## 出演
個人での出演のみ記載。グループとしての出演はAぇ! group#出演を参照。

### テレビドラマ
- 年下彼氏 第2話「ちゃん付けで呼びたくて」（2020年4月12日、朝日放送テレビ） - 主演・洋平 役[19]
- ジモトに帰れないワケあり男子の14の事情（2021年5月1日、テレビ朝日） - 主演・洋平 役[20]
- 消しゴムをくれた女子を好きになった。（2022年7月26日 - 9月27日、日本テレビ） - 森友彦 役[21][22]
- 帰ってきたらいっぱいして。（2023年10月20日 - 12月21日、読売テレビ） - 主演・高城直哉 役（浅川梨奈とダブル主演）[23]
- ホンノウスイッチ 第4話 - 最終話（2025年2月1日 - 3月15日、テレビ朝日） - 榎本秀 役[24][25]
- こんばんは、朝山家です。（2025年7月6日 - 、朝日放送テレビ） - 中川陸 役[26]

### テレビ番組
- あさパラS（2021年4月3日 - 2025年3月29日、読売テレビ）[27][28]
- 映画のAぇ!とこナビ（2021年9月26日、サンテレビ） - 草間リチャード敬太とのダブルMC[29]
- 2時45分からはスローでイージーなルーティーンで（2021年10月28日 - 2023年9月28日、関西テレビ） - 月1木曜コーナー「DIYってこんなにイージーでAぇ!んですか？」担当[30][31]

### 映画
- 関西ジャニーズJr.のお笑いスター誕生！（2017年、松竹） - 真砂礼司 役[32]
- 映画 少年たち（2019年、松竹） - マサキ 役[33]
- 真夜中乙女戦争（2022年、KADOKAWA） - 佐藤の友人 役[34]
- おそ松さん 第2弾（2026年新春公開予定、東宝） - 主演・一松 役（Aぇ! groupとして主演）[35]

### 舞台
- 少年たち 南の島に雪は降る（2017年8月2日 - 27日、大阪松竹座）[36]
- もしも塾（2019年5月25日・26日、萩市民館大ホール）[37]
  - もしも塾（2023年3月23日、東京グローブ座）[38]
- 青木さん家の奥さん（2021年1月8日 - 24日、東京グローブ座 / 2月17日 - 28日、サンケイホールブリーゼ）[39]
- THE BEGINNING 〜笑劇〜（2022年1月31日 - 2月20日[注 1]、東京グローブ座 / 2月23日 - 3月6日、サンケイホールブリーゼ） [41][42]

### コンサート
- 関西ジャニーズJr. 『春休みスペシャルコンサート 2014』（2014年3月1日 - 25日、大阪松竹座）[43]
- 関西ジャニーズJr. 『X'mas Show 2014』（2014年11月30日 - 12月25日、大阪松竹座）[44]
- 関西ジャニーズJr. 『X'mas Show 2015』（2015年12月5日・6日・12日・13日・19日・20日・23日 - 25日、大阪松竹座）[45]
- 関西ジャニーズJr. 『X'mas Show 2016』（2016年11月30日 - 12月25日、大阪松竹座）[46][47]
- 関西ジャニーズJr. 春のSHOW合戦（2017年3月4日 - 28日、大阪松竹座）[48]
- 関西ジャニーズJr. 『X'mas SHOW 2017』（2017年12月3日・9日・10日・16日・17日・21日・24日・25日、大阪松竹座）[49]
- 関西ジャニーズJr. Concert 2018 〜Happy New ワン Year〜（2018年1月3日・4日、大阪城ホール）[50]

### ラジオ番組
- 関西ジャニーズJr.のバリバリサウンド→カンバリ！（2019年4月2日[51] - 2025年3月18日[52]、FM大阪） - 正門良規、末澤誠也と共に出演[53]。AmBitiousの3人と週替わりで担当[注 2]。
- Aぇ! group小島健のラジキング（2025年4月2日 - 、FM大阪）[52]

### イベント
- 第26回 Seventeen 夏の学園祭 2023 (2023年8月23日、東京ドームシティ プリズムホール) [55]
- FM OSAKA 55th anniversary リスナー感謝祭〜カンバリ！春のFAN祭り〜（2025年2月7日、大阪城ホール）[56]
- 横山万博（2025年9月11日予定、大阪・関西万博 EXPO アリーナ「Matsuri」）[57]

### 配信ドラマ
- ハツコイスイッチ（2025年2月15日 - 3月9日、TELASA） - 主演・榎本秀 役[58][59]

## 雑誌連載
- 日之出出版『FINEBOYS』（2022年12月号 - ） - レギュラーモデル[60]

## 作品
- 神様のバカヤロー（作詞：小島健、作曲：佐野晶哉）[61] - JASRAC作品コード：246-3812-9
- ボクブルース（作詞：小島健、作曲：佐野晶哉）[62] - JASRAC作品コード：249-4118-2
- 愛してるって言わNight（作詞：小島健、作曲：佐野晶哉）[63]